# Burgemeester Peterssluis
De Burgemeester Peterssluis ligt tussen de Theodorushaven en de buitenhaven van Bergen op Zoom, de verbinding met het Schelde-Rijnkanaal. De sluis kan via het Bergsche Diep worden bereikt. Vanaf dat de havendamlichten zijn gepasseerd, is de vaargeul aangegeven met een witte lichtenlijn. Deze leiden naar de sluis. 
Het complex omvat een sluiskolk met dubbele deuren, een beweegbare basculebrug en landhoofden met remmingwerken. De (voormalige) schutsluis is nu alleen nog een keersluis. In verband met een gelijke waterstand van de haven en het Schelde-Rijnkanaal wordt er niet meer geschut met deze sluis en dient deze enkel als (nood)waterkering. De sluis staat gebruikelijk altijd open.
De brug over de sluis heeft NAP +4,2 meter hoogte in gesloten stand en een doorvaartbreedte van 12 meter.
De sluis kan via de marifoon worden aangeroepen op VHF-kanaal 22.
In het bedieningsgebouw op de sluis bevindt zich ook het kantoor van de Havendienst. 

## Renovatie
In 2016 is besloten om het complex te renoveren en deels te vernieuwen. De brug over de sluis voldeed niet meer aan de wet- en regelgeving en veiligheidseisen. Bovendien kon daarmee een stap worden gezet om het Volkerak-Zoommeer geschikt te maken als tijdelijke waterberging voor rivierwater in extreme situaties. De werkzaamheden waren onderdeel van het programma Ruimte voor de rivier.
In november 2018 opende Bergen op Zoom een aanbestedingsprocedure voor de renovatie van het terrein, de civiele constructies, de elektrotechnische en werktuigbouwkundige installaties, automatiserings-, informatie- en communicatiesystemen, de geleidelichten, aanlegsteigers en remmingwerken. Na de gunning van het werk startte de uitvoering na de zomer van 2020. 
De deuren van de sluis, die per stuk zo’n 28 ton wegen, zijn voor groot onderhoud naar een werf in Hansweert verscheept. De beplanking van de deuren is daar vervangen en er zijn nieuwe spuischuiven in de deuren gezet. Alle stalen onderdelen werden geschilderd en de bewegingswerken gereviseerd. De deuren konden daarmee weer ingezet worden voor het keren van het water zodra er waterberging Volkerak-Zoommeer wordt ingezet.
De nieuwe brug over de sluis is in Friesland gebouwd en over water naar Bergen op Zoom vervoerd. Hij heeft een totaalgewicht van ongeveer 140 ton. Op 28 mei 2021 werd de brug weer in gebruik genomen. De hameistijlen van de oude brug (de twee betonnen pilaren) bleven staan en kregen een grondige opknapbeurt en de gerelateerde installaties werden juist weer vernieuwd. De gehele renovatie werd in 10 maanden geklaard. De projectkosten bedroegen circa 5 miljoen euro.